# Guillaume Tell (film, 1897)
Pour les articles homonymes, voir Guillaume Tell (homonymie).
Pour plus de détails, voir Fiche technique et Distribution.
Guillaume Tell est un film français muet réalisé entre 1897 et 1900 par Louis Lumière et produit par la Société Lumière.

## Synopsis
Devant le rideau d'une scène, Foottit, le clown blanc, entraîne Chocolat, l'auguste noir, à jouer la scène de Guillaume Tell obligé de tirer sur son fils. Malgré les signes de terreur de son comparse, il place une pomme sur sa tête et le met en joue avec un fusil. Mais la pomme tombe à terre, l'obligeant à la ramasser et à la replacer au sommet du crâne de sa victime. À peine a-t-il le dos tourné que Chocolat se saisit du fruit, croque dedans et le remet sur sa tête. Le clown blanc s'en aperçoit, s'en offusque, et croque dedans à son tour. Il fait mine de partir mais s'aperçoit que Chocolat veut à nouveau croquer la pomme. À grands coups du plat de la main, il l'écrase alors avant de s'écarter et d'actionner la détente de son fusil. Un jet d'eau puissant arrose l'auguste noir, et les deux clowns sortent de scène.

## Fiche technique
- Titre : Guillaume Tell (William Tell dans sa distribution anglo-saxonne)
- Réalisation : Louis Lumière
- Scénario : Foottit et Chocolat
- Production : Société Lumière
- Lieu de tournage : Nouveau Cirque, 251 rue Saint-Honoré, à Paris
- Pays d'origine :  France
- Format : 35 mm - Noir et blanc - Muet
- Genre : Sketch comique
- Durée : 52 secondes
- Métrage :
- Dates de sortie : 
  - France : 1900

## Distribution
- George Foottit : Foottit
- Rafael Patodos : Chocolat

## Analyse du film
Plan fixe, captation d'un numéro de clowns, sur la scène d'un cirque. Quatrième film d'une série de six (I. Boxeurs ; II. Acrobates sur la chaise ; III. Chaise en bascule ; IV. Guillaume Tell ; V. Le Policeman ; VI. La Mort de Chocolat).
Le nom du réalisateur n'est pas certain (il n'y a pas de générique et il n'apparaît pas dans le Catalogue de la Société Lumière), de même que la date de tournage (entre 1897 et 1900).
Le sketch sur Guillaume Tell existe également en version « compilée » (Acrobates sur la chaise ; Guillaume Tell ; Le Policeman), diffusée par la Gaumont, en noir et blanc colorisé au pochoir. Cette compilation a été projetée durant l'Exposition universelle de Paris en 1900.
Le sketch, créé en 1894, est très populaire quand les Lumière s'avisent de le graver sur la pellicule. En 1896, Émile Reynaud en fait une adaptation sous la forme de photographie animée (Pantomimes lumineuses, 1896): le Conseil d'administration du Musée Grévin s'en félicite: « Une scène entre les clowns Footitt et Chocolat donne un effet très satisfaisant. Monsieur Reynaud promet d’être prêt à la fin de juin [1896] pour la présentation au public. »
Gérard Noiriel, dans un livre consacré à l'auguste noir, estime que ce sketch a été un « moment fondateur dans l'histoire des clowns »  où les clowns, typés et symétriques, sont séparés par des rôles théâtraux liés à l'enfance (Foottit habillé en costume de marin comme les jeunes enfants de l'époque) et au jeu et l'« ambivalence » (ainsi Foottit croque-t-il dans la pomme à la suite de Chocolat, ne pouvant s'empêcher d'imiter le jeu qu'il critique).